# نادي قوص الرياضي
نادي قوص أو نادي قوص الرياضي (بالإنجليزية: Qus S.C)‏ هو نادي رياضي مصري ( يقع بمحافظة قنا بمدينة قوص، وهو أحد أقدم الأندية بالصعيد، يلعب في الدوري المصري القسم الثاني، كما لعب في دوري الدرجة الثالثة.
ويلعب حالياً موسم 2024/ 2025 بدوري القسم الثاني ب مجموعة جنوب الصعيد. ويشارك بنفس القسم الثاني ب موسم 2025/ 2026 . 
عنوان النادي: محافظة قنا - مركز قوص - شارع ابي بكر الصديق متفرع من شارع الجمهورية
للنادي فرعان: الفرع الرئيسي : المقر الاداري (ملعب كرة السلة سابقاً)
الفرع الثاني: ملعب كرة القدم - شارع المنشية امام السجل المدني 
النشاط القائم الحالي بالنادي: 
1- كرة القدم - الفريق الاول - مراحل سنية ناشئين
2- نشاط الكاراتيه للبراعم والناشئين: نشاط قائم طوال العام
3- اكاديمية البراعم لكرة القدم: نشاط قائم طوال العام.
رئيس مجلس الإدارة: خالد سيف الإسلام محمد علي دعبس
المدير التنفيذي الحالي: عامر قاسم سعيد 